# Funeral (gruppo musicale)
I Funeral sono un gruppo doom metal norvegese formato nel 1991. Fanno parte di una ristretta cerchia di band che ha contribuito a delineare il funeral doom metal, questo indipendentemente dalla coincidenza tra il moniker e il sottogenere.

## Storia
Il gruppo ha esordito pubblicando prima due demo e poi, nel 1994, il primo album Tragedies, nel 1995. Dopo il rilascio di altri due demo, nel 2001 è uscito In Fields of Pestilent Grief, secondo full length che segnava di fatto l'approdo a sonorità più vicine al gothic doom, stile musicale che, pur con tutte le varianti del caso, i Funeral hanno perseguito anche nei successivi lavori, nell'ordine From These Wounds (2006), As the Light Does the Shadow (2008), Oratorium (2011) e Praesentialis in Aeternum (2021).
Dal 2006 la band è guidata da uno solo dei fondatori, il batterista Anders Eek, anche perché due degli altri componenti storici, il bassista Einar Andre Fredriksen e il chitarrista Christian Loos sono morti rispettivamente nel 2003 e nel 2006.
Da segnalare anche che Eek e lo stesso Loos nel 2004 hanno fondato un progetto parallelo, sempre orientato al funeral doom, denominato Fallen, con il quale hanno pubblicato un full length e una compilation.

## Formazione

### Formazione attuale
- Anders Eek - Batteria
- Erlend E. Nybø - Chitarra
- Rune Gandrud - Basso
- Sareeta (Ingvild Anette Strønen Kaare) - Voce
- Stian Kråbøl - Chitarra
- Eirik P. Krokfjord - Voce

### Ex componenti
- Thomas Angell - Chitarra (1991 - 1997)
- Pål Kjennerud - Basso (1993)
- Toril Snyen - Voce (1994 - 1995)
- Einar Andre Fredriksen - Basso (1991 - 2003)
- Sarah Eick - Voce (1996 - 1997)
- Christian Loos - Chitarra (1991 - 2006)
- Hanne Hukkelberg - Voce (1999 - 2003)
- Idar Burheim - Chitarra (1999 - 2003)
- Frode Forsmo - Voce Basso (2004 - 2010)
- Kjetil Ottersen - Chitarra (2001 - 2007)
- Mats Lerberg - Chitarra (2006 - 2017)
- Sindre Nedland - Voce (2010 - 2022)
- André Aaslie - Tastiere (2016 - 2023)
- Magnus Olav Tveiten - Chitarra (2017 - 2022)

## Discografia

### Demo
- 1993 - Tristesse
- 1994 - Beyond All Sunsets
- 1997 - Demo '97
- 1999 - Demo '99

### Album in studio
- 1995 - Tragedies
- 2001 - In Fields of Pestilent Grief
- 2006 - From These Wounds
- 2008 - As the Light Does the Shadow
- 2011 - Oratorium
- 2021 - Praesentialis in Aeternum

### Raccolte
- 2006 - Tragedies/Tristesse
- 2011 - To Mourn Is a Virtue